# 大橋頼摸
大橋 頼摸（おおはし らいも、1861年3月19日（万延2年2月9日） - 1912年（大正元年）11月5日）は、明治時代の政治家。実業家。新聞経営者。衆議院議員。静岡県磐田郡井通村長。

## 経歴
遠江国豊田郡小立野村（静岡県豊田郡井通村、磐田郡井通村、豊田村、豊田町を経て現磐田市）に生まれる。浜松師範を卒業し、西之島学校（現磐田市立豊田南小学校）教員となる。ついで郡書記を経て25歳にして川井村外11宿村戸長に就任し、1888年（明治21年）には静岡県会議員に当選した。15年に渡り県議を務め、さらに県常置委員、県参事会員、井通村長、中遠農会長、磐田郡米穀改良組合長、静岡県農会長などを歴任した。
その後、静岡新報を立ち上げ社長として経営に当たったほか、静岡印刷の社長も務めた。1908年（明治41年）5月の第10回衆議院議員総選挙では静岡県郡部から立憲政友会所属で出馬し当選。つづく第11回総選挙でも当選したが在職中に死去した。

## 親族
- 長男：大橋亦兵衛（衆議院議員、静岡県会議長）[4]